# Gujjamarandahalli, Mulbagal
Gujjamarandahalli là một làng thuộc tehsil Mulbagal, huyện Kolar, bang Karnataka, Ấn Độ.